# البا (میشیگان)
البا (به انگلیسی: Alba) یک منطقهٔ مسکونی در ایالات متحده آمریکا است که در میشیگان واقع شده‌است. البا ۲۹۵ نفر جمعیت دارد و ۳۵۹٫۰۶ متر بالاتر از سطح دریا واقع شده‌است.